# Selma Sól Magnúsdóttir
Selma Sól Magnúsdóttir (23 aprile 1998) è una calciatrice islandese, centrocampista del  Rosenborg e della nazionale islandese.

## Carriera

### Club
Selma Sól Magnúsdóttir inizia l'attività agonistica con il Breiðablik, venendo aggregata alla squadra titolare dalla stagione 2013 ed esordendo in Úrvalsdeild kvenna, massimo livello del campionato islandese femminile di calcio, il 15 agosto 2013, alla 12ª giornata di campionato, rilevando Hlín Gunnlaugsdóttir al 74' nell'incontro casalingo vinto con il Þróttur per 5-0.
Dopo quell'unica presenza nella stagione 2013 e tre presenze nel successivo campionato, per la stagione 2015 è stata ceduta in prestito al Fylkir, dove trova maggior spazio riuscendo a disputare in 14 partite in Úrvalsdeild kvenna 2015.
Tornata al suo club origine dalla stagione 2016, rimane legata al Breiðablik per tutti gli anni successivi, condividendo con le compagne il double campionato-Coppa nel 2018. Grazie inoltre alla conquista del titolo di Campione d'Islanda 2015 della sua squadra, al suo rientro ha anche l'occasione per debuttare in UEFA Women's Champions League, scendendo in campo, pur se per uno scampolo di minuti, il 25 agosto 2016 nella vittoria per 5-0 sulle avversarie del NSA Sofia nel turno di qualificazione della stagione 2016-2017 e giocando inoltre entrambi gli incontri degli ottavi di finale prima dell'eliminazione della sua squadra da parte del Rosengård.

## Palmarès
- Campionato islandese: 1

Breiðablik: 2018
- Coppa d'Islanda: 3

Breiðablik: 2013, 2018, 2021